# Emeka Okafor
Chukwuemeka Ndubuisi Okafor, més conegut com a Emeka Okafor (Houston, Texas, 28 de setembre de 1982), és un jugador de bàsquet professional de l'NBA, actualment juga d'ala-pívot (i pivot) als Washington Wizards. Prové de la Universitat de Connecticut.
Va formar part de la selecció de bàsquet dels Estats Units que va obtenir la medalla de bronze als Jocs Olímpics d'Atenes 2004.